# Tabom People
Tabom People  („Tabom-Leute“ oder „Tabomvolk“) werden die Angehörigen der afrobrasilianischen Gemeinschaft in Accra, der Hauptstadt des westafrikanischen Ghana, genannt. Die Tabom sind Nachfahren freigelassener portugiesisch sprechender Sklaven aus Brasilien. Der Name „Tabom“ stammt wahrscheinlich von der portugiesischen Grußformel „Ta bom“ (es geht gut), die als Antwort auf die Frage „Como esta?“ (wie geht es dir?) erfolgt.

## Geschichte
Die Tabom gelangten 1836 mit dem britischen Schiff S.S. Salisbury nach Accra. Es handelte sich um etwa 70 Personen aus sieben Familien. Das Schiff hatte sie aus Lagos in der benachbarten britischen Kolonie im heutigen Nigeria gebracht. Es ist nicht bekannt, ob sie schon längere Zeit in Lagos verbracht hatten oder Brasilien im Gefolge der sogenannten Male-Revolte ein Jahr zuvor verlassen hatten. Diese „Male-Revolte“ war die blutigste einer Reihe von Sklavenaufständen in Brasilien gewesen und überwiegend von moslemischen Sklaven getragen.
Als Reaktion auf diese Revolte waren etliche Sklaven aus Brasilien nach Afrika deportiert worden, um die Gefahr weiterer Aufstände zu vermindern. Repressalien in Brasilien gegenüber freien Schwarzen (also freigelassenen ehemaligen Sklaven oder solchen, die sich frei gekauft hatten) führten aber auch zu einer Auswanderungswelle dieser freien schwarzen Brasilianer nach Westafrika, insbesondere nach Lagos, Porto-Novo und Widdah im heutigen Benin. Dort bildeten die Afrobrasilianer ganze „brasilianische Viertel“, nach Accra kam im Vergleich dazu eine kleine Anzahl.
Die Tabom wurden von dem Herrscher Nii Ankrah der einheimischen Ga mit offenen Armen empfangen. Sie erhielten Land in privilegierten Gebieten der Stadt, da sie nicht als arme Leute kamen und zudem einige handwerkliche Fähigkeiten als Schmiede, Goldschmiede, Hausbauer oder Schneider mitbrachten, die sich von nun ab segensreich für Accra auswirkten. Zum Beispiel waren es Tabom, die 1854 die erste kommerzielle Schneiderei des Landes eröffneten und später die ghanaische Armee mit Uniformen ausstatteten. Der Anführer der Tabom war ein gewisser Nii Azumah Nelson, dessen Nachfahren bis heute eine wichtige Rolle bei den Tabom spielen.

## Spuren der Tabom im Stadtbild Accras
Im Viertel North Ridge findet sich noch eine Straße mit dem Namen „Tabon Street“. Viele Tabom leben heute im Viertel „James Town“, wo sich auch das erste von den Tabom gebaute und genutzte Haus findet, das sogenannte „Brazil-Haus“ in der „Brazil Lane“.

## Die Tabom heute
Die Tabom existieren auch heute noch als Gruppe mit eigenem Identitätsgefühl und kulturellen Eigenheiten. Der jetzige Chef der Tabom ist Nii Azumah der Fünfte, ein direkter Nachkomme des oben erwähnten mythischen Anführers der ersten Tabomgruppe aus dem Jahr 1836. Neben dem Islam hängen viele Tabom „brasilianisierten“ Göttern afrikanischen Ursprungs an, wie z. B. dem Shango der Yoruba: aus dem Gebiet des heutigen Nigeria nach Brasilien exportiert und dort vielfach verändert, haben die Tabom Gottheiten nach Afrika „reimportiert“. Trotz dieser weiter existierenden Identität sind die Tabom heute vollständig in die ghanaische Gesellschaft integriert, sprechen kein Portugiesisch mehr und werden als Teil des Volkes der Ga angesehen.

## Berühmte Nachkommen der Tabom People
- Sylvanus Olympio, 1. Staatspräsident Togos
- Azumah Nelson, Boxer